# Молодуха, Александр
Молодуха Александр (род. 12 февраля 1982, Кривой Рог, Днепропетровская область) — украинский игрок в сквош. Чемпион Украины 2006 года.

## Биография
Родился 12 февраля 1982 года в городе Кривой Рог Днепропетровской области Украинской ССР.

## Спортивная карьера
Участник чемпионатов Европы в составе сборной Украины в 2005, 2006 и 2007 годах.
Представлял Украину в 2005 году, после успешного выхода в основную сетку проиграл Яну Коукалю в первом раунде.
В 2006 году входил в состав сборной Украины на Кубок европейских наций 2006 года, выиграл первый чемпионат Украины, обыграв в финале Романа Долинича.

### Спортивные достижения
- Чемпион Украины: 2006[2].